# 2010년 동계 올림픽 루지
2010년 동계 올림픽의 정식종목 중 하나인 루지는 휘슬러 슬라이딩 센터에서 열렸다. 루지는 2010년 2월 13일부터 17일까지 진행됐다.

## 메달 집계
| 순위 | 국가             | 금메달 | 은메달 | 동메달 | 합계 |
| ---- | ---------------- | ------ | ------ | ------ | ---- |
| 1    | 독일 (GER)       | 2      | 1      | 2      | 5    |
| 2    | 오스트리아 (AUT) | 1      | 1      | 0      | 2    |
| 3    | 라트비아 (LAT)   | 0      | 1      | 0      | 1    |
| 4    | 이탈리아 (ITA)   | 0      | 0      | 1      | 1    |

## 세부 종목
이번 올림픽에서는 3개의 세부 종목이 열렸다.
| 종목              | 금                                               | 금       | 은                                               | 은       | 동                                           | 동       |
| ----------------- | ------------------------------------------------ | -------- | ------------------------------------------------ | -------- | -------------------------------------------- | -------- |
| 남자 1인승 자세히 | 펠릭스 로흐 · 독일                               | 3:13.085 | 다비트 묄러 · 독일                               | 3:13.764 | 아르민 최겔러 · 이탈리아                     | 3:14.375 |
| 2인승 자세히      | 오스트리아 (AUT) · 볼프강 링거 · 안드레아스 링거 | 3:13.085 | 라트비아 (LAT) · 안드리스 시츠스 · 유리스 시츠스 | 3:13.764 | 독일 (GER) · 파트릭 라이트너 · 알렉산더 레슈 | 3:14.375 |
| 여자 1인승 자세히 | 타티야나 휘프너 · 독일                           | 2:46.524 | 니나 라이트마이어 · 오스트리아                   | 2:47.014 | 나탈리 가이젠베르거 · 독일                   | 2:47.101 |

## 경기 일정
```
모든 시간은 
태평양 표준시
(
UTC-8
) 기준이다.
```

| 일정  | 날짜                   | 시작  | 종료  | 종목       | 기타     |
| ----- | ---------------------- | ----- | ----- | ---------- | -------- |
| 2일차 | 2010년 2월 13일 토요일 | 17:00 | 20:35 | 남자       | 1차, 2차 |
| 3일차 | 2010년 2월 14일 일요일 | 13:00 | 16:50 | 남자       | 3차, 4차 |
| 4일차 | 2010년 2월 15일 월요일 | 17:00 | 19:55 | 여자       | 1차, 2차 |
| 5일차 | 2010년 2월 16일 화요일 | 13:00 | 16:10 | 여자       | 3차, 4차 |
| 6일차 | 2010년 2월 17일 수요일 | 17:00 | 19:15 | 남자 2인승 | 1차, 2차 |

## 본선 진출 조건

### 선수/NOC별 쿼터
국제 올림픽 위원회와 국제 루지 연맹에 의하면 110명의 선수가 본선에 진출할 수 있다고한다. 40명은 남자 1인승, 30명은 여자1인승, 남자 2인승에는 20팀이 진출할 수 있다. 참가인원 110명 제한은 솔트레이크시티에서 열린 2002년 동계 올림픽 때 시행되었으며 토리노에서 열린 2006년 동계 올림픽 때도 변함이 없었다. 각 NOC에서는 최대 10명의 선수를 출전시킬 수 있다.(남자 1인승에서 3명, 여자 1인승에서 3명, 남자 2인승에서 2팀)

### 예선통과 시스템
선수들의 랭킹은 2008-09시즌과 2009-10시즌의 전반기(12월 31일 이전) 때 따놓은 점수로 산정된다. 선수들은 5개의 월드컵이나 네이션컵이나 주니어 월드컵과 같은 대회에서 점수를 쌓거나 예선 기간이 진행되는 동안에 월드컵에서 30위 이내(남자 1인승), 20위 이내(여자 1인승), 16위 이내(남자 2인승)에 들어야 한다. 남자 1인승에서는 40위 이내의 선수가, 여자 1인승에서는 30위 이내의 선수가, 남자 2인승에서는 20위 이내의 팀이 올림픽에 진출하게 되며 사용되지 않은 쿼터 중 일부는 스포츠 약소국에게 돌아가기도 한다. 개최국은 최소한의 요구만 충족한다면 출전 가능하다.

## 심판 선정
2009년 6월 15일에 국제 루지 연맹(FIL)에서 2010년 동계 올림픽 심판진을 발표했다. 심판장은 스위스의 Josef Benz이며 그 외에도 미국의 Zianbeth Shattuck-Owen과 오스트리아의 Markus Schmidt가 심판이다. 기술 대표 상임 이사회로는 노르웨이의 Björn Drydahl, 이탈리아의 Marie-Luise Rainer, 캐나다의 Walter Corey로 이루어졌다.

## 약물 감독
2009년 7월 21일, FIL에서는 올림픽에서 처음으로 혈액 도핑 검사를 실시할 것이라고 발표했다. FIL의 회장인 Josef Fendt은 체코의 리베렉(Liberec)에서 열린 57차 의회에서 비스만에서 열린 월드컵 중에 양성반응을 가진 선수가 한 명도 나오지 않았으며 FIL가 주관하는 유러피안컵과 같은 대회에서도 세계반도핑기구에서 무작위 검사를 실시했는데도 한 명도 걸리지 않았다고 했다. FIL이 실시한 지난 두 번의 도핑 검사에서는 대마초를 복용한 혐의로 그들의 국가에서 처벌받았다.

## 국가별 쿼터
| 국가           | 남자 | 여자 | 2인승 |
| -------------- | ---- | ---- | ----- |
| 아르헨티나     | 1    | 0    | 0     |
| 오스트레일리아 | 0    | 1    | 0     |
| 오스트리아     | 3    | 2    | 2     |
| 불가리아       | 2    | 0    | 0     |
| 캐나다         | 3    | 3    | 2     |
| 체코           | 2    | 0    | 1     |
| 프랑스         | 1    | 0    | 0     |
| 영국           | 1    | 0    | 0     |
| 조지아         | 2*   | 0    | 0     |
| 독일           | 3    | 3    | 2     |
| 인도           | 1    | 0    | 0     |
| 이탈리아       | 3    | 1    | 2     |
| 일본           | 1    | 2    | 0     |
| 대한민국       | 1    | 0    | 0     |
| 라트비아       | 3    | 3    | 2     |
| 몰도바         | 1    | 0    | 0     |
| 폴란드         | 1    | 1    | 0     |
| 루마니아       | 1    | 2+   | 2     |
| 러시아         | 3    | 3    | 2     |
| 슬로베니아     | 1    | 0    | 0     |
| 스위스         | 1    | 1    | 0     |
| 슬로바키아     | 1    | 2    | 1     |
| 중화 타이베이  | 1    | 0    | 0     |
| 우크라이나     | 0    | 2    | 2     |
| 미국           | 3    | 3    | 2     |
| 합: 25개국     | 39   | 29   | 20    |

- 조지아는 2명이 출전했지만, 노다르 쿠마리타슈빌리 선수가 개막일 몇 시간 전에 루지 연습을 하다가, 썰매가 원심력 때문에 미끌려 사망하였다. 따라서 조지아는 1명이 출전했는데, 개회식에서 그를 애도하는 행사가 열린 이후에 나머지 일정이 진행되었다. 그러나, 레반 구레시즈 선수도 기권하는 바람에, 조지아는 루지 종목에 출전하는 선수가 한 명도 없게 되었다.

+루마니아의 루지 선수인 비올레타 스트러머투라루는 연습 경기 중에 부상을 당해서 불참했다.